# Tuna Luso Brasileira
Tuna Luso Brasileira – brazylijski klub piłkarski z siedzibą w mieście Belém, stolicy stanu Pará.

## Osiągnięcia
- Mistrz drugiej ligi brazylijskiej (Campeonato Brasileiro Série B): 1985
- Mistrz trzeciej ligi brazylijskiej (Campeonato Brasileiro Série C): 1992
- Mistrz stanu (Campeonato Paraense) (11): 1937, 1938, 1939, 1941, 1948, 1951, 1955, 1958, 1970, 1983, 1988.

## Historia
Tuna Luso początkowo założony został jako zespół muzyczny. Stało się to z powodu portugalskiego krążownika Dom Carlos, który miał odwiedzić Belém 12 listopada 1902 roku. Mieszkająca w mieście portugalska młodzież podjęła decyzję o założeniu muzycznego zespołu którego zadaniem miało być przywitanie rodaków. Nazwa zespołu brzmiala Tuna Luso Caixeiral (co oznacza popularna orkiestra portugalskich pracowników handlu). Muzyczny zespół 1 stycznia 1903 roku przekształcił się w klub piłkarski. Później klub zmienił nazwę na Tuna Luso Comercial, a lata później na do dziś obowiązującą nazwę Tuna Luso Brasileira.
Swoje pierwsze mistrzostwo stanu (Campeonato Paraense) Tuna Luso wygrał w 1937 roku. W 1985 roku klub wygrał drugą ligę brazylijską (Campeonato Brasileiro Série B), a w roku 1992 trzecią ligę brazylijską (Campeonato Brasileiro Série C).
Główni rywale derbowi klubu to Paysandu SC i Remo.

### Piłkarze w historii klubu
- Fábio Costa de Brito
- Giovanni